# Estação Parc (Metro de Bruxelas)
Parc (fr) ou Park (nl) é uma estação das linhas 1 e 5 (antiga 1A) do Metro de Bruxelas.